# Рошан, Ракеш
Ракеш Рошан при рождении Ракеш Рошанлал Награт (англ. Rakesh Roshan, хинди राकेश रोशन; 6 сентября 1949, Бомбей, штат Махараштра , Индия) — индийский болливудский режиссёр, кинопродюсер, сценарист, кинокомпозитор и актёр. Снимает фильмы на хинди.

## Биография
Родился в семье индийского композитора Рошана (1917—1967). Его брат Раджеш Рошан, как и его отец, музыкант и композитор. Сын Ракеша Рошана Ритик тоже актёр.
Как режиссёр снял 13 фильмов, как актёр сыграл в более чем 90 кинолентах, продюсировал 18 фильмов, создал 8 сценариев. Как актёр был в основном известен своими второстепенными ролями в высокобюджетных фильмах. Позже его известность увеличилась, и с 1987 года он добился известности, благодаря режиссуре фильмов, названия которых начинаются на букву «К», так как он считает, что это приносит удачу.
В январе 2019 года у Ракеша был диагностирован плоскоклеточный рак горла на ранней стадии, с которым он сейчас борется.

## Избранная фильмография
Режиссёр
- 1987: Khudgarz
- 1988: Khoon Bhari Maang
- 1989: Kala Bazaar
- 1990: Kishen Kanhaiya
- 1991: Khel
- 1993: King Uncle
- 1995: Karan Arjun
- 1997: Koyla
- 2000: Karobaar
- 2000: Kaho Naa… Pyaar Hai
- 2003: Koi… Mil Gaya
- 2006: Krrish
- 2009: Krrish 2
- 2013: Крриш 3

Продюсер
- 1980: Aap Ke Deewane
- 1982: Kaamchor
- 1984: Jaag Utha Insan
- 1986: Bhagwan Dada
- 1987: Khudgarz
- 1988: Khoon Bhari Maang
- 1990: Kishen Kanhaiya
- 1993: King Uncle
- 1995: Kishen Kanhaiya
- 1997: Koyla
- 1997: Kaun Sachcha Kaun Jhootha
- 2000: Kaho Naa… Pyaar Hai
- 2003: Koi… Mil Gaya
- 2006: Krrish
- 2013: Крриш 3

Актёр
- 2007: Когда одной жизни мало

## Награды
- Filmfare Awards
  - 2004 — Лучший фильм — Ты не одинок
  - 2001 — Лучший режиссёр — Kaho Naa… Pyaar Hai
  - 2004 — Лучший режиссёр — Ты не одинок
- Национальная кинопремия Индии
  - 2003 — Лучший фильм на другие социальные темы — Ты не одинок
- Премия международной академии кино Индии
  - 2001 — Лучшая кинокартина — Kaho Naa… Pyaar Hai
  - 2001 — Лучший режиссёр — Kaho Naa… Pyaar Hai
  - 2004 — Лучший режиссёр — Ты не одинок
  - 2009 — Режиссёр десятилетия: Ракеш Рошан (победитель, фильмы «Скажи, что любишь!», «Ты не одинок»)